# King Creosote
King Creosote, pseudonimo di Kenny Anderson (Fife, 1967), è un cantautore e chitarrista scozzese.
Attivo da oltre vent'anni, King Creosote ha pubblicato oltre quaranta album, molti dei quali attraverso l'etichetta discografica Fence Records, da lui fondata. Tra le varie pubblicazioni, Creosote ha realizzato anche Diamond Mine con il musicista inglese Jon Hopkins, che ha ricevuto una candidatura al Premio Mercury nel 2011.

## Biografia
Nato a Fife, in Scozia, King Creosote ha due fratelli, entrambi musicisti: Ian Anderson (noto anche come Pip Dylan) e Gordon Anderson, quest'ultimo cantante e compositore principale dei The Aliens. I tre collaborano spesso tra di loro sia dal vivo che in studio di registrazione.
Il musicista ha due figlie, una del 1999 e un'altra del 2013, quest'ultima nata dalla relazione con la fidanzata Jen Gordon.

## Carriera
Dopo essere stato membro della Skuobhie Dubh Orchestra, nella quale è stato il principale compositore, nel 1995 Kenny Anderson ha intrapreso la carriera solista fondando inizialmente la Fence Records, insieme a Johnny Lynch dei The Pitish Trail, ed impiegando il nome d'arte King Creosote. Tra il 1997 e il 2003, l'artista ha pubblicato i suoi primi album da solista attraverso la propria etichetta, dopodiché ha firmato un contratto discografico con la Domino Records, pubblicando Kenny and Beth's Musakal Boat Rides (2003).
Nel 2004 ha conosciuto Jon Hopkins, con il quale ha intrapreso una salda collaborazione culminata in alcuni brani pubblicati negli album di Hopkins, Insides (2009) e Immunity (2013), e nell'album in studio Diamond Mine (2011). Successivamente, Creosote ha siglato un contratto con la 679 Recordings, sussidiaria della Warner Music Group con la quale ha goduto di una maggiore notorietà.
Nel 2007 due brani da lui composti, The Someone Else e King Bubbles in Sand, sono stati inseriti nella colonna sonora del film Hallam Foe. Nel tardo 2009, dopo aver pubblicato attraverso la Fence gli album They Flock Like Vulcans to See Old Jupiter Eyes on His Home Craters e Love + Hate = Hate (entrambi del 2008), Creosote ha pubblicato l'album Flick the Vs attraverso la Domino, collaborando successivamente a Cold Seeds, disco inciso con Frances Donnelly degli Animal Magic Tricks e Neil Pennycook e Pete Harvey dei Meursault e presentato in anteprima al Fence Records Homegame Festival di Anstruther nel marzo 2010.

Nel 2011 Creosote ha partecipato al SxSW Music Festival, esibendosi insieme ai Kid Canaveral come gruppo spalla. Nello stesso anno ha pubblicato Diamond Mine insieme a Jon Hopkins, che gli ha valso una candidatura al Premio Mercury; riguardo a ciò, lo stesso Creosote ha affermato:
Nel 2014 il musicista scozzese ha composto la colonna sonora del film From Scotland with Love, incentrato sui XX Giochi del Commonwealth e mostrato nel mese di giugno su BBC Scotland.

## Discografia

### Album in studio
- 1997 – Queen of Brush Country
- 1997 – Rain Weekend
- 1998 – Inner Crail to Outer Space
- 2000 – 12 O'Clock on the Dot
- 2001 – Radge Weekend Starts Here
- 2001 – Buy the Bazouki Hair Oil
- 2001 – Disclaimer
- 2003 – Kenny and Beth's Musakal Boat Rides
- 2003 – Psalm Clerk
- 2003 – Sea Glass
- 2004 – Red on Green
- 2005 – Rocket D.I.Y.
- 2005 – Vintage Quays
- 2005 – KC Rules OK
- 2007 – Bombshell
- 2008 – They Flock Like Vulcans to See Old Jupiter Eyes on His Home Craters
- 2008 – Love + Hate = Hate
- 2009 – Flick the Vs
- 2010 – That Might Be It, Darling
- 2011 – Diamond Mine (con Jon Hopkins)
- 2013 – Sure & Steadfast
- 2014 – Loose Tea on His Wynd
- 2014 – 3 on This Island
- 2016 – Astronaut Meets Appleman
- 2017 – Greetings from Hamilton, Canada
- 2023 – I Des

### Raccolte
- 2003 – Squeezebox Set (box set)
- 2011 – King Creosote's Thrawn

### Colonne sonore
- 2013 – From Scotland with Love